# 吉江信夫
吉江 信夫（よしえ のぶお、1931年 - ）は、日本の医学者。筑波大学名誉教授。

## 来歴・人物
1931年（昭和6年）長野県生まれ。
長野県松本県ヶ丘高等学校 
を経て、1956年（昭和31年）信州大学医学部医学研究科卒業。
1964年（昭和39年）「条件瞬目反応による聴力測定」の論文で信州大学より博士号
。
筑波大学助教授、教授を経て、1994年（平成6年）筑波大学名誉教授（臨床医学系）。
1970年代初期、蝸牛の臨床的研究法として電気生理学的検査法である蝸電図（EcoG：electrocochleography）を開発したことで知られる
。

## 著書・共編著
- 『臨床誘発電位診断学』 中西孝雄, 吉江信夫編　南江堂 1989
- 『吉江信夫博士の難聴・耳鳴り・めまい』吉江信夫著　主婦の友社 1987
- 『視覚聴覚障害事典』 佐藤泰正, 吉江信夫, 岡田明編集　岩崎学術出版社 1978